# Karminspint
Der Karminspint  (Merops nubicus) ist ein Vogel aus der Familie der Bienenfresser (Meropidae).
Die Art wurde früher als konspezifisch mit dem Scharlachspint (Merops nubicoides) angesehen. Sie ist monotypisch. Das Artepitheton bezieht sich auf die Nuba-Berge.
Der intra-afrikanischer Zugvogel kommt in Subsahara-Afrika vor vom Senegal östlich bis Eritrea und südlich bis Kenia und Somalia.
Das Verbreitungsgebiet umfasst offene busch- und baumbestandene Flächen und Savannen, Flüsse und Flussauen, Weideland, Sümpfe, Seen und Uferzonen, gerne mit Mangroven, Dornbüschen und Grasbewuchs bis 1200 m Höhe.

## Beschreibung
Der Karminspint ist 24–27 cm groß (+ zentrale Schwanzfedern bis 9 cm) und wiegt 34–59 g. Er ist mit den langen Flügeln ein auffallender Bienenfresser. Das Männchen ist mineralgrün an Kinn, Scheitel, Wangen, Rumpf und Oberschwanzdecken., die Kehle ist dunkel olivgrün, erscheint im Gegenlicht bläulich und schwärzlich oder grünlich-blau. Die Maske ist schwarz. Sichtbare Schwingenfedern sind matt grünlich-blau, ansonsten ist die Oberseite karminrot bis rosa, die Flügel haben schwarze äußere Ränder, die 4–5 längsten Handschwingen haben außen einen blauen Subterminalfleck. Die mittleren Schwanzfedern sind deutlich länger, nicht gestuft abgesetzt und an der Spitze 4 mm breit. Die Unterseite ist karminrot, Richtung Schwanz ins Bläuliche übergehend. Die Flügelunterseiten sind matt zimtfarben. Der kräftige Schnabel ist schwarz, die Iris rot. Die Geschlechter unterscheiden sich nur durch kürzere zentrale Schwanzfedern beim Weibchen. Jungvögel sind an Stirn und Scheitel mäßig blau, Nacken und Rücken braun, Arm- und Schulterfedern sind olivbraun mit bläulichen Rändern, Rumpf und Oberschwanzdecken sind grau-bläulich, der Schwanz matt karminrot, brauner werdend gegen Ende mit bläulichen Spitzen.
Die Art unterscheidet sich vom Scharlachspint (Merops nubicoides) weder im Ruf, noch in Ernährung, Brutweise oder Zugverhalten, aber ist an Kinn, Kehle und Bartregion schwärzlich-türkis und nicht rosa, der Scheitel weniger grünlicher, die Iris ist rot und nicht schwarz, die Schwanzunterseite ist gelblich-grau und nicht grau bis dunkelgrau, schließlich sind die mittleren Schwanzfedern deutlich kürzer.

## Stimme
Der Ruf des Männchens wird als wiederholtes kehliges „rrruk“ oder „turrr“ beschrieben. Der Alarmruf ist ein harsches „tirriktirriktirrik“.

## Lebensweise

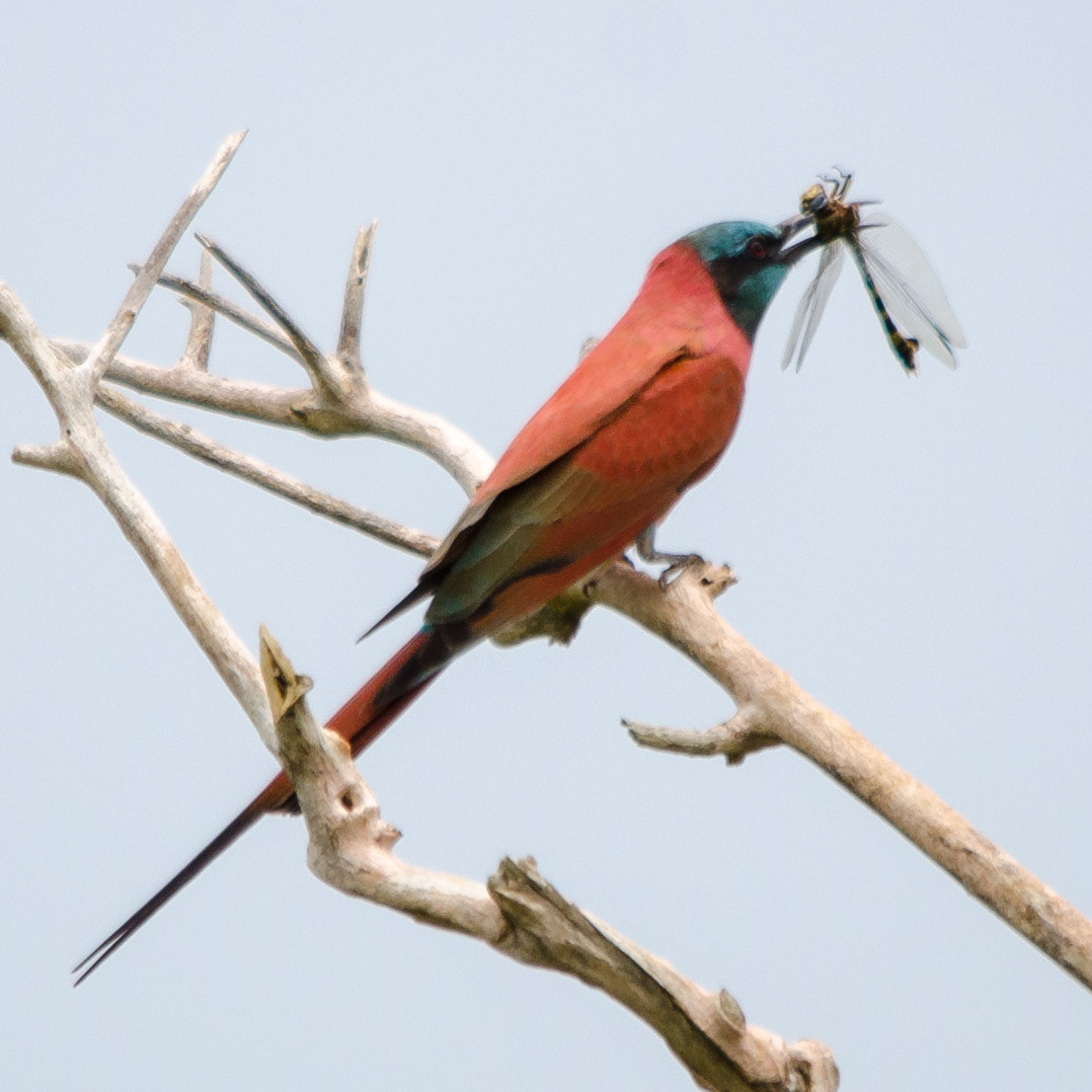
Karminspecht in Uganda mit erbeuteter Libelle

Die Ernährung besteht aus einer Vielzahl an Insekten, gerne Heuschrecken und Wanderheuschrecken, auch häufig Honigbienen. In Nigeria machen fliegende Ameisen bis 86 % der Nahrung aus. Die Beute wird hauptsächlich im Segelflug bis in 50–100 M Höhe gefangen. Säugetiere werden gern als Ansitz benutzt, auch nutzen sie Brände gerne als Jagdzonen.
Die Brutzeit beginnt mit dem Einsetzen der Regenzeit in den Niederungen, in größeren Höhenlagen einige Wochen früher. Die Niströhren werden von beiden Geschlechtern mitunter 4–5 Monate vor der Eiablage gegraben. Gebrütet wird in dichten Kolonien von Hunderten bis Tausenden von Nestern in Steilufern mäandernder Flüsse, mitunter auch im Boden. Das Gelege besteht aus 2–5 weißen Eiern.

## Gefährdungssituation
Der Bestand gilt als nicht gefährdet (Least Concern), ist jedoch vermutlich rückläufig. Zu den Bedrohungen für den Karminspint zählen steigende Wasserspiegel in den Seen Kariba und Cahora Bassa und ständige Wasserstandsänderungen als Folge von Staudämmen.

## Karminspint und Mensch
In Gambia war der Karminspint in der Vergangenheit auf der Banknote zu 25 Dalasi dargestellt.

25 Dalasi 1991–1995, Vorderseite
25 Dalasi 1996, Vorderseite